# Brian Donlevy
Waldo Brian Donlevy (født 9. februar 1901, død 6. april 1972), kendt som Brian Donlevy, var en amerikansk skuespiller, der var kendt for at spille farlige hårde fyre fra 1930'erne til 1960'erne. Han optrådte som regel i biroller. Blandt hans mest kendte film er Union Pacific (1939), Tricolorens helte (1939) og The Great McGinty (1940). For sin præstation som Sergent Markoff i Tricolorens helte, blev han nomineret til en Oscar for bedste mandlige birolle.